# Anerincleistus
Anerincleistus es un género con 60 especies de plantas con flores pertenecientes a la familia Melastomataceae.

## Taxonomía
Es originario del Sudeste de Asia. El género fue descrito por Pieter Willem Korthals y publicado en Verhandelingen over de Natuurlijke Geschiedenis der ... 250, en el año 1844.

## Especies seleccionadas
| - Anerincleistus acuminatissimus - Anerincleistus angustifolius - Anerincleistus ashtonii - Anerincleistus barbatus - Anerincleistus barnesii - Anerincleistus beccarii | - Anerincleistus blastifolius - Anerincleistus borneensis - Anerincleistus bracteatus - Anerincleistus brevidens - Anerincleistus bullatus - Anerincleistus caudatus |